# Пензенский планетарий
Пе́нзенский планета́рий — планетарий, расположен в пензенском парке имени В. Г. Белинского. Деревянное здание было построено в 1927—1928 годах для обсерватории имени И. Н. Ульянова. В 1954 году обсерваторию переоборудовали в планетарий, установив в ней первый одноимённый аппарат. В 1975 году для учреждения купили в ГДР более современный прибор «Малый Цейс», после чего купол здания перестроили и в два раза увеличили Большой зал для наблюдений за звёздами. За годы работы планетарий посетили более полумиллиона человек.
В 1987 году здание получило статус объекта культурного наследия регионального значения. В 2011 году планетарий закрыли из-за ветхости. После экспертизы 2012 года был утверждён предмет охраны. В 2016 с просьбой восстановить здание на «Прямой линии» к президенту России обратился пензенский школьник Иван Удалов. После этого местные власти активизировали работу по восстановлению здания, к 2021 году был разработан проект реставрации. В июле 2021 года оригинальное историческое здание снесли, аргументировав невозможностью частично заменить ветхие конструкции. Представители ВООПИиК назвали снос вандализмом. 
Планетарий был отреставрирован в 2023 году, где завезли купол из США и аппарат SkyMaster ZKP 4 от фирмы «Carl Zeiss» из Германии. В 2024 году начали проводиться различные мероприятия, в том числе экскурсии, показ звёздного неба над Пензой, научные лекции с использованием купола.

## История

### Пензенская обсерватория
Основоположником метеорологии в Пензе считается отец Владимира Ленина Илья Ульянов, учитель физики и математики Пензенского дворянского института. С 1855 по 1863 год по заданию ректора Казанского университета Н. И. Лобачевского он вёл систематические метеорологические наблюдения. Его работа заложила фундамент для развития метеорологической науки в Пензе.
23 мая 1927 года президиум Пензенского губернского исполкома постановил начать строительство городской обсерватории. Проект разработал инженер Караулов. Средства на возведение в размере 27709 рублей были собраны по различным учреждениям города. Торжественная церемония открытия состоялась 24 июня 1928 года в 11 часов. Обсерватории присвоили имя Ильи Ульянова как дань его вкладу в развитие метеорологии в Пензе. Работа обсерватории была в первую очередь адресована нуждам сельского хозяйства: в составе организации работали метеобюро, лаборатория мелиорации, станция защиты растений и контрольно-семенная станция.
Во время Великой Отечественной войны в здании обсерватории работала пензенская гидрометеослужба, в 1969 году её перевели в район аэропорта Терновка.

### Планетарий

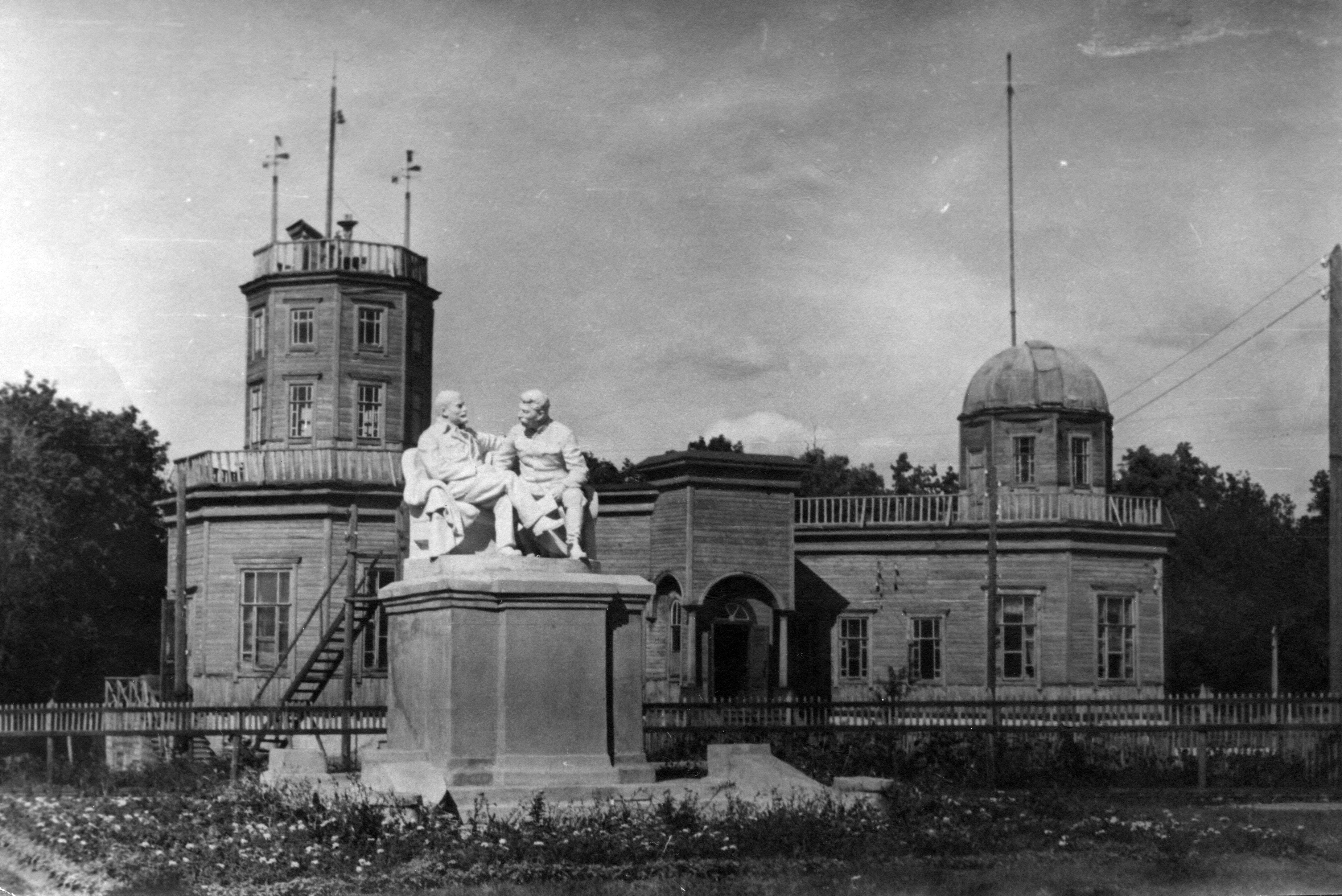
Обсерватория с планетарием в 1954 году

В 1954 году в здании обсерватории провели капитальный ремонт и установили в ней первый планетарий. Большой зал тогда вмещал 50 человек, звёздное небо демонстрировали на трёхметровом куполе. В 1975 в ГДР приобрели более совершенный аппарат «Малый Цейс», с помощью которого можно было наблюдать за звёздным небом в любое время суток, вне зависимости от сезона. Для этого аппарата требовался купол не менее 12 м в диаметре, поэтому решено было построить новый Большой зал. Спроектировал его пензенский инженер Николай Григорьевич Поняев, рецензировал чертежи доктор технических наук Кирилл Константинович Нежданов. Установкой нового оборудования занимались инженеры А. И. Иванов и Г. Г. Кузнецов. В 1987—1988 годах Большой купол был достроен, новый звездный зал площадью 120 м² вмещал единовременно сто человек. Тогда же зданию присвоили статус памятника культуры регионального значения.
С момента открытия в 1954 и до начала 2010-х число посетителей планетария превысило полмиллиона. В его стенах читали лекции, вели научно-познавательные кружки, устраивали космические представления. В экспозиции планетария были представлены подлинные железные и каменные метеориты, астролябия, квадрант Улугбека, маятник Фуко, макеты небесных тел, стенды эволюции Земли. В зале космонавтики — макеты первого искусственного спутника Земли и орбитальных станций «Салют» и «Мир».
В 2001 году из-за признаков значительного обветшания стены здания усилили временными стойками и стяжками. Сотрудники планетария обращали внимание на плачевное состояние здания, к его 80-летию и 350 юбилею Пензы в местных газетах публиковались заявления городской администрации об организации рабочих групп по реставрации. К 2010-м башня планетария отклонилась на 25 см от вертикали, значительно разрушилась кровля. В 2011, накануне Дня космонавтики, планетарий закрыли. Фундамент и стены признали аварийными. Дальнейшей эксплуатации мешало также отсутствие инженерных коммуникаций — в здании не было водопровода, отопления, канализации. По результатам экспертизы 2012 года был утверждён предмет охраны здания как объекта культурного наследия. В 2013 году директор парка имени В. Г. Белинского Елена Савельева отметила, что реконструкция планетария является сложной задачей: брёвна оригинального сруба скреплены пазами «в лапу», в современной России практически нет мастеров, работающих в такой технике.

### Снос

Руины после сноса планетария в июле 2021 года

В 2016 году на «Прямой линии» с президентом России Владимиром Путиным пензенский школьник Иван Удалов рассказал о плачевном состоянии планетария — спустя пять лет после закрытия его реставрация так и не началась. 
В 2017 году Елена Савельева сообщила, что здание придётся отстроить заново — по её словам, деревянные конструкции прогнили и не подлежали восстановлению, однако воссозданный планетарий будет идентичен прежнему, с точностью до формы ручек. Губернатор Иван Белозерцев озвучил примерную стоимость проекта — 177 млн рублей. В августе 2019 года проект реставрации прошёл государственную экспертизу и был одобрен. Год спустя проект поддержал вице-премьер РФ Дмитрий Чернышенко.
Общая стоимость проекта составила около 350 млн рублей, из которых не меньше трети уйдёт на закупку современного оборудования. Половину суммы предоставил федеральный бюджет. По заявлению врио министра культуры Пензенской области Владимира Карпова, «внешний облик планетария останется прежним <…> а начинка будет другой». В течение трёх лет планируется заменить и восстановить конструкции здания и инженерные коммуникации, установить современное оборудование, благоустроить прилегающую территорию. При этом проект предусматривает увеличение площади внутренних помещений в два раза, в том числе за счёт цокольного этажа.
12 июля 2021 года здание снесли бульдозерами. Видео и фотографии сноса очевидцы выложили в Интернет. К этому моменту пензенский планетарий был предпоследним деревянным планетарием Европы. После волны возмущения в СМИ врио председателя регионального комитета по охране памятников истории и культуры Александр Понякин заявил, что проект реставрации подразумевал демонтаж и воссоздание здания в историческом облике. По мнению ВООПИиК, зданию требовалась лишь точечная замена конструкций, спилы досок и брёвен при разборе находились в хорошем состоянии. Кроме того, снос с помощью бульдозеров не является «аккуратным разбором по брёвнышку», о котором заявлял вице-премьер Пензенской области Олег Ягов. Метод реконструкции с полным сносом эксперты сочли «вандальным». Поддержала это мнение и зампредседателя Росрегионреставрации Татьяна Черняева. ВООПИиК отмечает, что здание имело статус объекта культурного наследия, снос которых запрещён, а все конструктивные элементы, обшивка и исторический рисунок являются предметом охраны.

### Открытие обновленного здания
К реконструкции объекта культурного наследия регионального значения «Обсерватория метеорологическая (деревянная)» в рамках национального проекта «Культура» приступили в 2021 году, торжественное открытие состоялось 2 сентября 2023 года. Строителям удалось полностью восстановить исторический облик здания. Сегодня обновленный планетарий — это целый комплекс, включающий в себя коллекцию редких экспонатов и оснащенный современным оборудованием.
«Сердцем» планетария стал «Звездный зал» на 69 посадочных мест, в котором смонтирован высокотехнологичный оптико-механический проектор, который точно показывает картину звёздного неба на куполе диаметром 10 метров общей площадью 300 квадратных метров. 
В других залах располагаются современные интерактивные экспонаты, предназначенных для изучения физических явлений: «Маятник Фуко», «Инфракрасное видение», «Магнитный глобус», «Звук в вакууме», «Дюны на Марсе», «Остров света», «Генератор Ван де Граафа», «Водородное топливо», модель «Теллурий», «Астрономический календарь».

## Галерея

### Экспозиция

Экспозиция в зале истории изучения Земли
Зал космонавтики. Макет орбитальной станции «Мир»
Зал космонавтики. Макет модуля «Квант-1» (орбитальная станция «Мир»)
Зал космонавтики. Макет орбитальной станции «Салют-6»
Зал космонавтики. Макет первого искусственного спутника Земли

### Снос

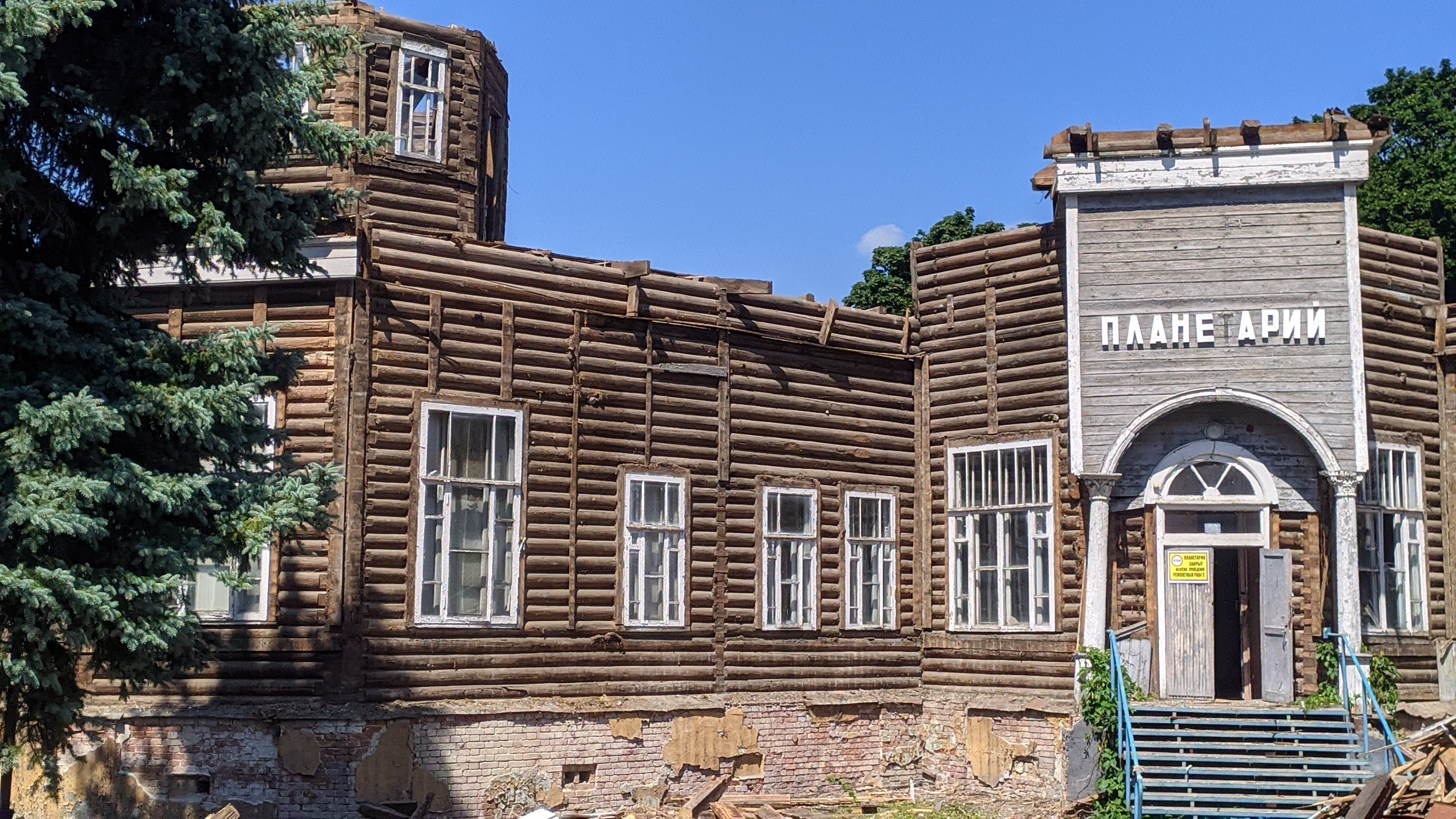
Правое крыло после снятия обшивки
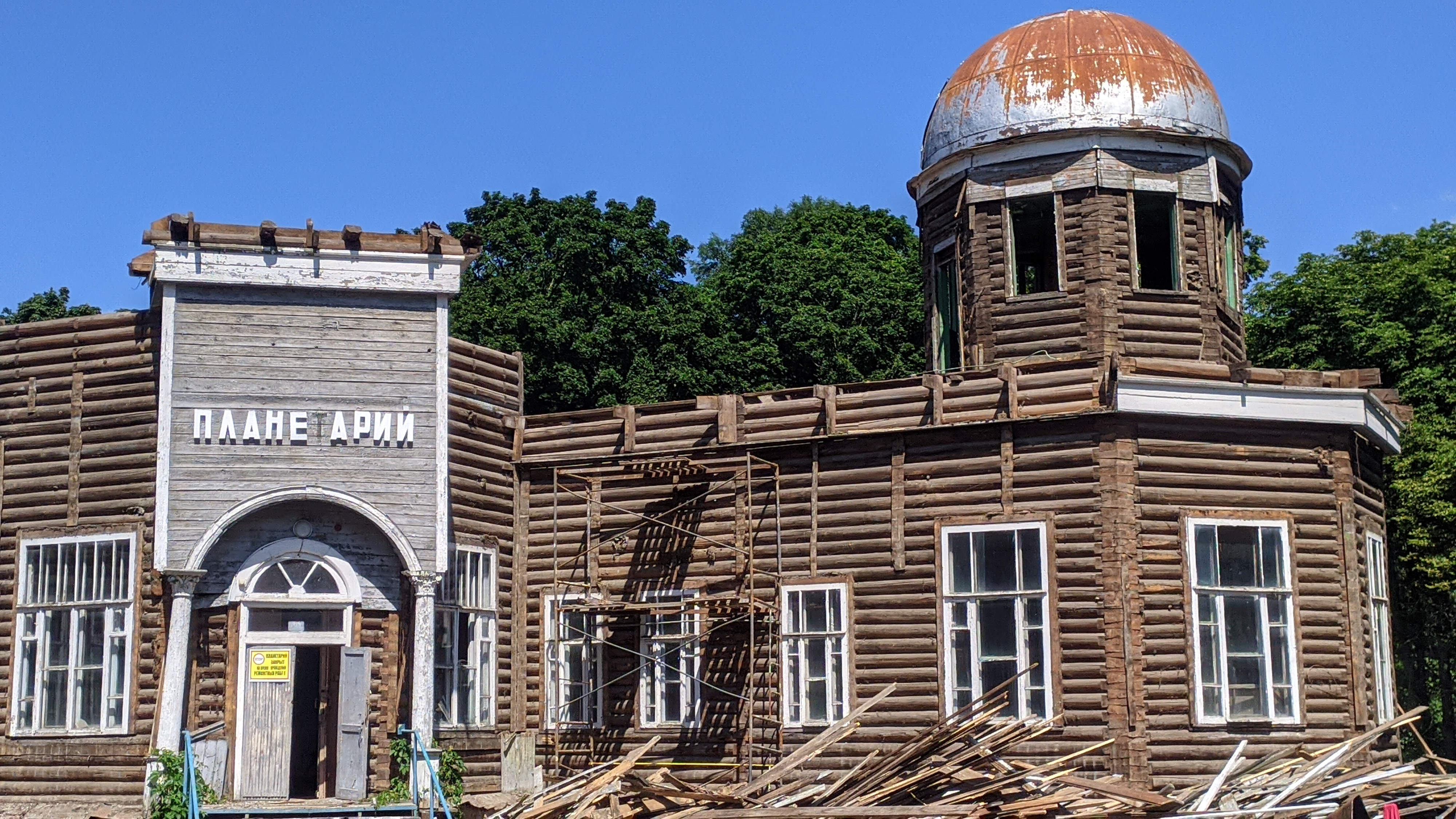
Левое крыло после снятия обшивки
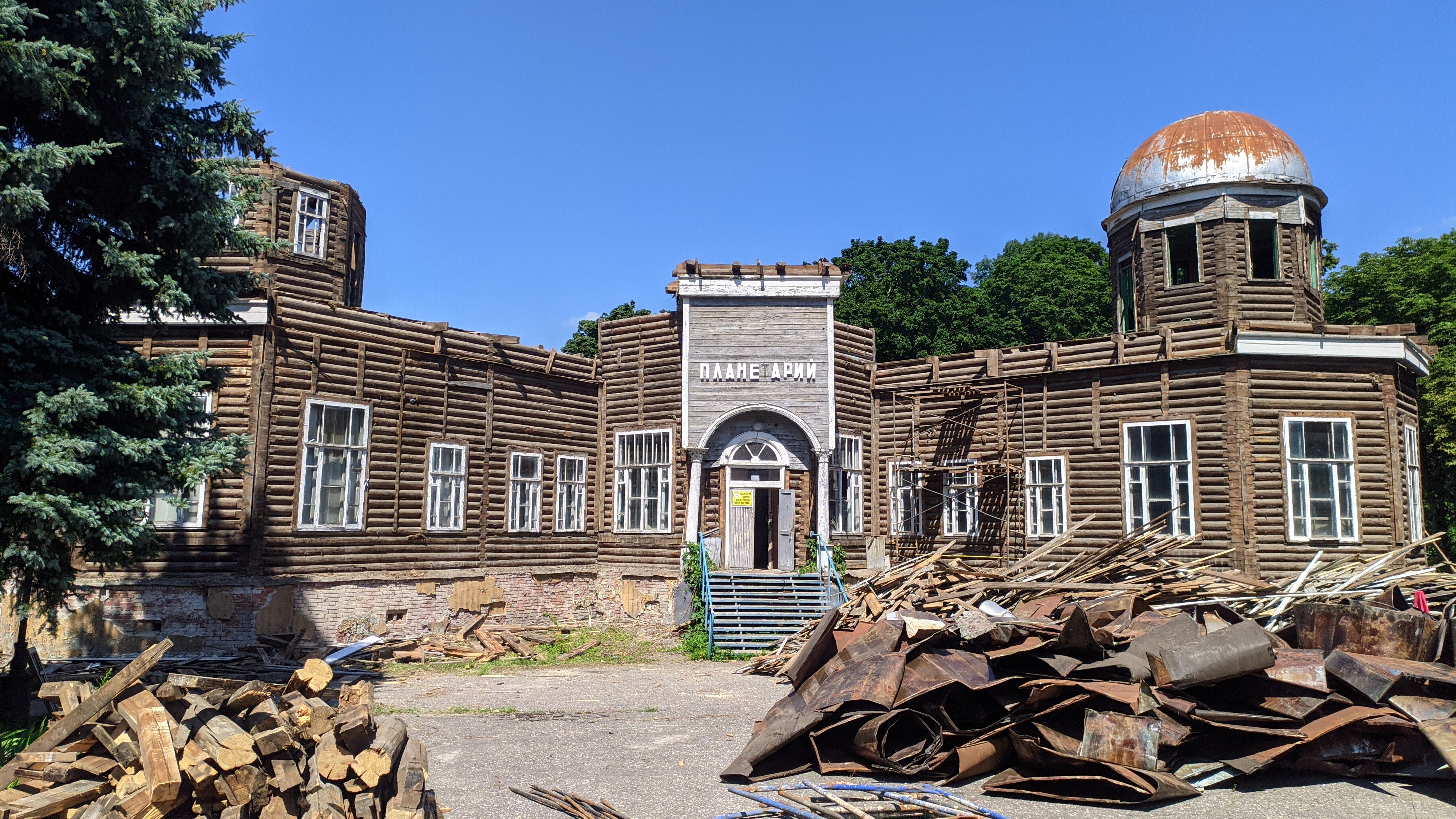
Общий вид после снятия обшивки
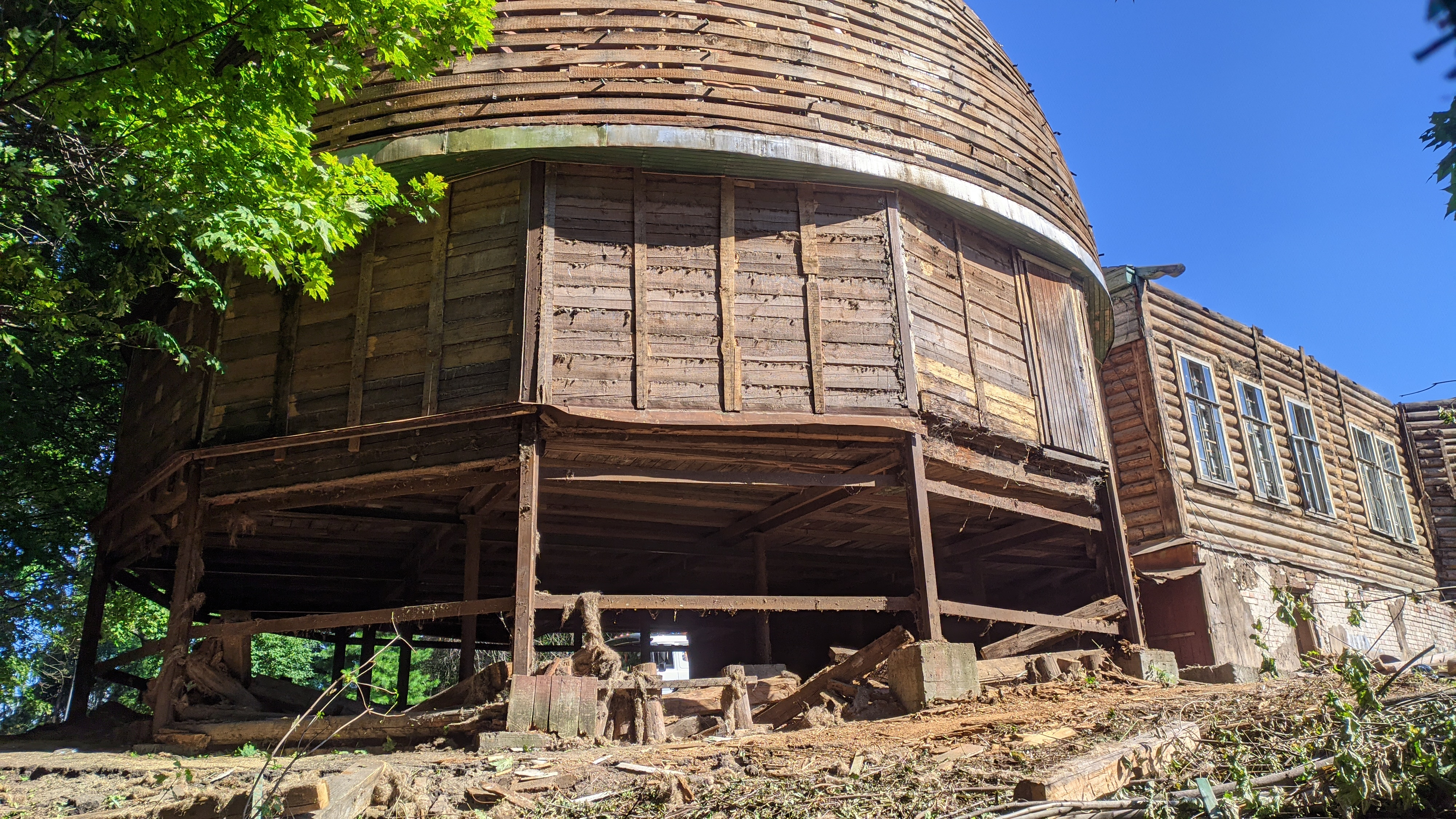
Стены купола без обшивки
Руины после сноса
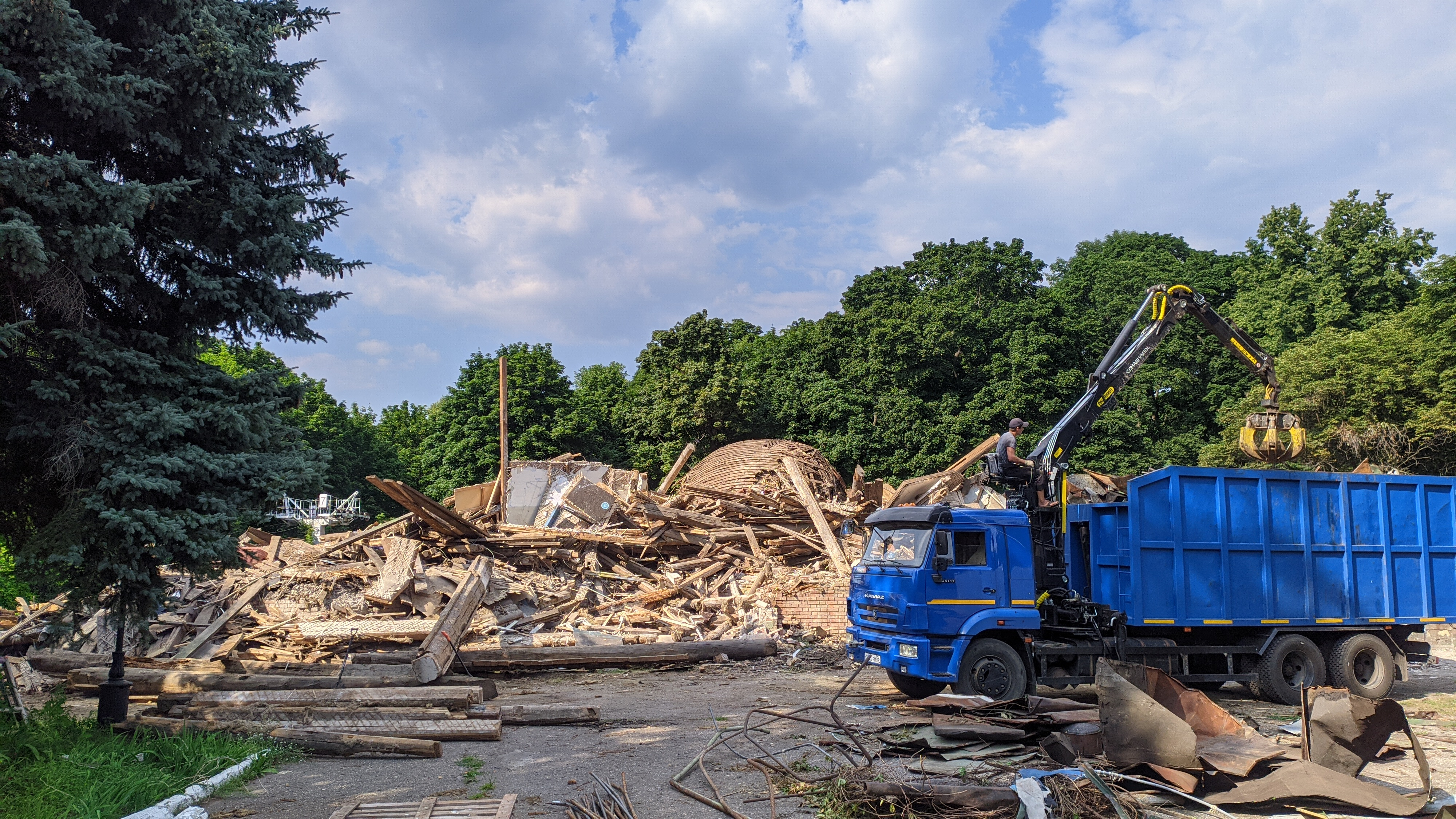
Погрузка обломков после сноса
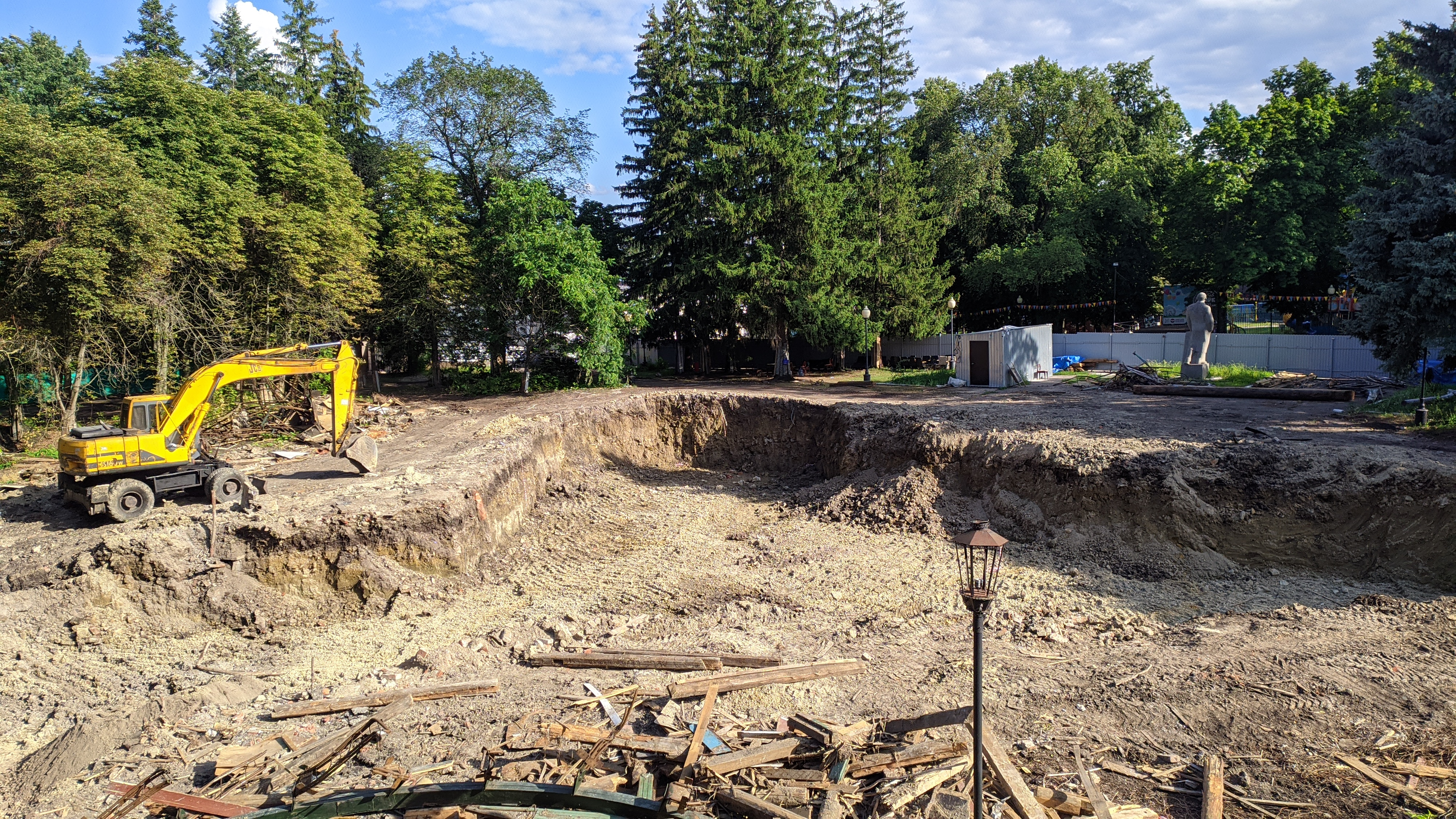
Котлован для заливки нового фундамента